# Lago Großer Teufels
El lago Großer Teufels (en alemán: Großer Teufelssee) es un lago situado en el distrito de Rostock, en el estado de Mecklemburgo-Pomerania Occidental (Alemania), a una altitud de 37.4 metros; tiene un área de 20.5 hectáreas.